# 노동자 경영 참여
노동자 경영참여 또는 노동자 공동경영은 노동자가 기업의 경영에 참여하는 일을 말한다. 독일, 스웨덴 등의 사회민주주의 나라들에서 볼 수 있다.

## 나라별 노동자 경영참여

### 대한민국
법학자 조국의 주장에 따르면, 대한민국에서는 현재 한국노총인, 보수주의성향의 대한노총에서 노동자에게 이익을 분배하는 이익균점권을 헌법에 명시함으로써 자본가와 노동자 사이의 빈부의 격차예방 주장과 더불어 노동자 경영참여를 주장했다고 한다. 조봉암은 1955년 국회의원 선거에서 농촌 고리채 해결과 함께 노동자 경영참여를 주장했다. 그의 생각은 현실문제에 맞았기 때문에, 민중들의 지지를 받았으나, 그렇기 때문에 이승만 독재정권을 두렵게 하는 것이기도 했다. 결국 조봉암은 박정희 독재정권의 인혁당 사건 조작과 더불어 한국 현대사의 사법살인인 이승만 독재정권의 진보당 사건 조작으로써 법살당하고 만다.

### 스웨덴
스웨덴에서는 노동조합에서 경영에 참여하고 있다. 단순히 건의사항을 말하는 것이 아니라, 노동조합에서 경영을 함께 함으로써 부실경영으로 나가는 일이 없도록 견제하는 것이다.

### 독일
독일에는 노사 공동결정제도(독일어: Mitbestimmung)가 있다. 이 제도는 말 그대로 기업에서 중요한 의사결정을 주주, 은행, 노동자가 같이 결정한다.

#### 노동자 평의회
크게 노동자 평의회(독일어: Bettriebstrat), 감독이사회(독일어: Aufsichstrat)가 있다. 노동자 평의회는 5인이상의 노동자가 일하는 기업에서 복지, 사고예방, 작업규칙, 노동규정 결정에 노동자들이 참여하도록 법으로 인정한 제도이다. 자세한 이야기는 전남대학교 철학과 김상봉 교수가 쓴 《기업은 누구의 것인가》를 참조하면 도움이 될 것으로 생각된다.

##### 작업장 평의회
작업장 평의회와 사업주는 적어도 한 달에 한 번은 회의를 해야 하고,노동자는 사용자에게 질문하고 답변을 들을 권리,제안할 권리,협의할 권리,동의할 권리,합의할 권리가 인정된다. 예를 들어 프레스로 식기를 만드는 회사의 작업장 평의회에서 하루에 노동시간을 8시간, 50분 노동에 10분 휴식, 주간 2교대로 야간노동 없앰, 산업재해를 막아주는 안전장치 사용으로 노동환경을 정했다면 사측과 노동자 모두 약속한 내용을 지켜야 한다. 따라서 수면장애 등의 질병과 과로사의 뿌리인 야간노동을 주간 2교대로 바꿈으로써 없애기로 한 단체교섭이 이행되지 않아 파업으로 이어진 유성기업 이야기는 독일에서는 당연히 일어나기 힘들다. 휴가기간, 해고, 직업병, 산업재해를 막기 위한 규칙 모두 평의회에서 결정하고, 평의회에서 결정하지 않은 해고는 인정되지 않으므로 노동자가 해고되어 먹고 살 수 없게 되는 일을 막을 수 있다. 또한 해고가 다음과 같은 사유에 해당되면 거부된다.
1. 해고 대상자 결정시 사회적 관점을 고려하지 않았거나 부족한 경우
2. 재교육을 하면 계속 일할 수 있다고 생각되는 경우
3. 다른 작업장에서 일할 수 있을 때
4. 노동계약을 변경하면 노동이 가능하고, 당사자도 그렇게 볼 경우

#### 감독이사회
감독이사회는 5년임기의 경영진을 임명할 권리가 있는 단체를 말하며, 기업 운영을 함께 심의하고 결정한다. 독일의 주식회사법에서는 평의회로는 노동자의 권리를 보호할 수 없을 경우를 대비하여 감독이사회에 노동자가 참여하도록 한다. 500명 이상의 노동자를 가진 유한회사와 주식회사에서 감독이사회의 이사진을 주주 우두머리, 주거래 은행에서 보낸 임원, 산별노조와 사업장의 노동자 대표로 꾸리도록 되어 있다. 따라서 노동자는 자신들의 대표를 통해 경영진을 견제할 수 있다.

## 한국에서의 노동자 경영참여노력

### 대한민국 제헌헌법
대한민국에서 1948년 제헌헌법을 제정하면서 노동조합 활동가였던 전진한 국회의원이 노동자 경영참여와 이익균등배분을 주장했다. 그 이유는 노동자들이 경영에 참여함으로써 사용자는 노동자들이 노동현장에서 느낀 생각들을 배울 것이고, 노동자가 하인이나 머슴이 아닌, 사용자와 균등한 사회적 위치가 되도록 할 것이라고 생각했기 때문이다. 물론 이익균등배분은 빈부의 격차를 줄이기 때문이다.

## 대중문화에서의 노동자 경영참여
- 만화 미스터 초밥왕에서는 오오토리 초밥이 공동경영을 하고 있다. 새로운 초밥개발 등을 조리사들과 오오고로 사장이 같이 결정한다.

## 참고자료
- 기업은 누구의 것인가/김상봉 지음/꾸리에 p.183-189
- 《날아라 노동》/은수미 지음/부키